# Roque Aguayro (partido político)
El Colectivo Roque Aguayro es una organización política radicada en el municipio español de Agüimes. Se creó tras la democratización de las instituciones locales después de la dictadura franquista, cuando las asociaciones vecinales del municipio de Agüimes decidieron crear este Colectivo con el que concurrir a los comicios del 3 de abril de 1979. 
Con una clara estructura asamblearia y de participación vecinal y de ideología nacionalista de izquierdas, el Colectivo desde entonces se constituye en Agrupación de Electores cada vez que se convocan las elecciones locales para poder presentarse a las mismas en el Ayuntamiento de Agüimes, habiendo ganado todas ellas desde la instauración de la democracia. tiene alianzas políticas supramunicipales en este momento con Nueva Canarias. Antonio Morales, quien fuera alcalde de Agüimes por Roque Aguayro entre 1987 y 2015, es en la actualidad presidente del cabildo de Gran Canaria por esa organización política. 
Desde entonces, Óscar Hernández Suárez es el alcalde del municipio de Agüimes por Roque Aguayro con 14 de los 21 concejales de la corporación.